# Quentin Metsys il Giovane

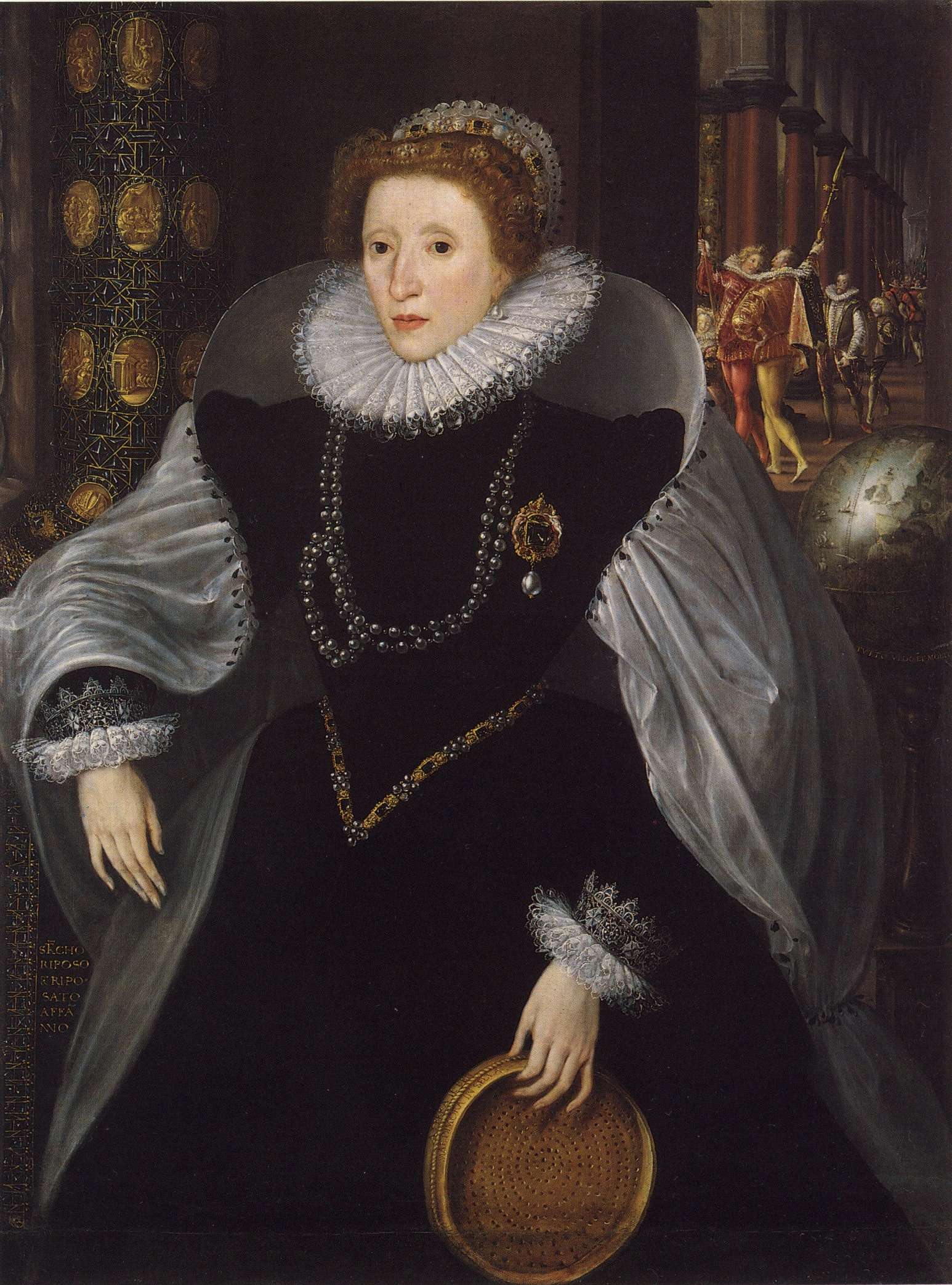
Ritratto di Elisabetta I con il setaccio, 1583 circa (Pinacoteca nazionale di Siena).

Quentin Metsys il Giovane (Anversa, 1543 circa – Francoforte sul Meno, 1589) è stato un pittore rinascimentale fiammingo.

## Biografia
Artista alla corte dei Tudor sotto il regno di Elisabetta I d'Inghilterra, apparteneva a una tradizione familiare di artisti del Rinascimento fiammingo: era figlio, infatti, di Jan Matsys, mentre suo nonno era l'omonimo e più celebre Quentin Massys il Vecchio, fondatore della Scuola di Anversa. Suo zio paterno era il pittore Cornelis Matsys. 
Nel 1574 entrò a far parte della Corporazione di San Luca, un sodalizio artistico e artigianale di Anversa, mentre attorno al 1581 abbandonò la città per Londra, al fine di sottrarsi alle persecuzioni religiose che avevano colpito anche il padre e lo zio. Nel 1588 si stabilì a Francoforte sul Meno, città dove morì l'anno successivo.
È conosciuto soprattutto per il Ritratto di Elisabetta I con il setaccio, ora alla Pinacoteca nazionale di Siena, in cui la regnante inglese è rappresentata nei panni di Tuccia, Vestale romana che dimostrò la propria castità trasportando con lo strumento acqua del fiume Tevere fino al tempio di Vesta, senza perderne una goccia. Elisabetta è circondata da simboli imperiali, quali la colonna e un globo, poi riutilizzati in moltissimi ritratti di personaggi di casati reali.